# Lagerstroemia speciosa
Lagerstroemia speciosa (Giant Crape-myrtle, Queen's Crape-myrtle o Banabá Plant) és una espècie del gènere Lagerstroemia nativa de la zona tropical del sud d'Àsia.

## Descripció
És un arbre de grandària petita a mitjà arribant fins als 20 m d'alt, amb l'escorça llisa, escamosa.
Les fulles són caduques, d'ovales a el·líptiques, de 8 a 15 centímetres de llarg i de 3 a 7 centímetres d'ample, amb un àpix agut.
Les flors es produeixen en panícules alçats de 20 a 40 centímetres de llarg, cada flor amb sis pètals de color blanc a púrpura de 2 a 3.5 centímetres de llarg.

## Cultiu i usos
Es desenvolupa en el sud-est d'Àsia, Índia i a les Filipines.
Es conrea àmpliament com planta ornamental en àrees tropicals i subtropicals.